# Ignacy Wyssogota Zakrzewski

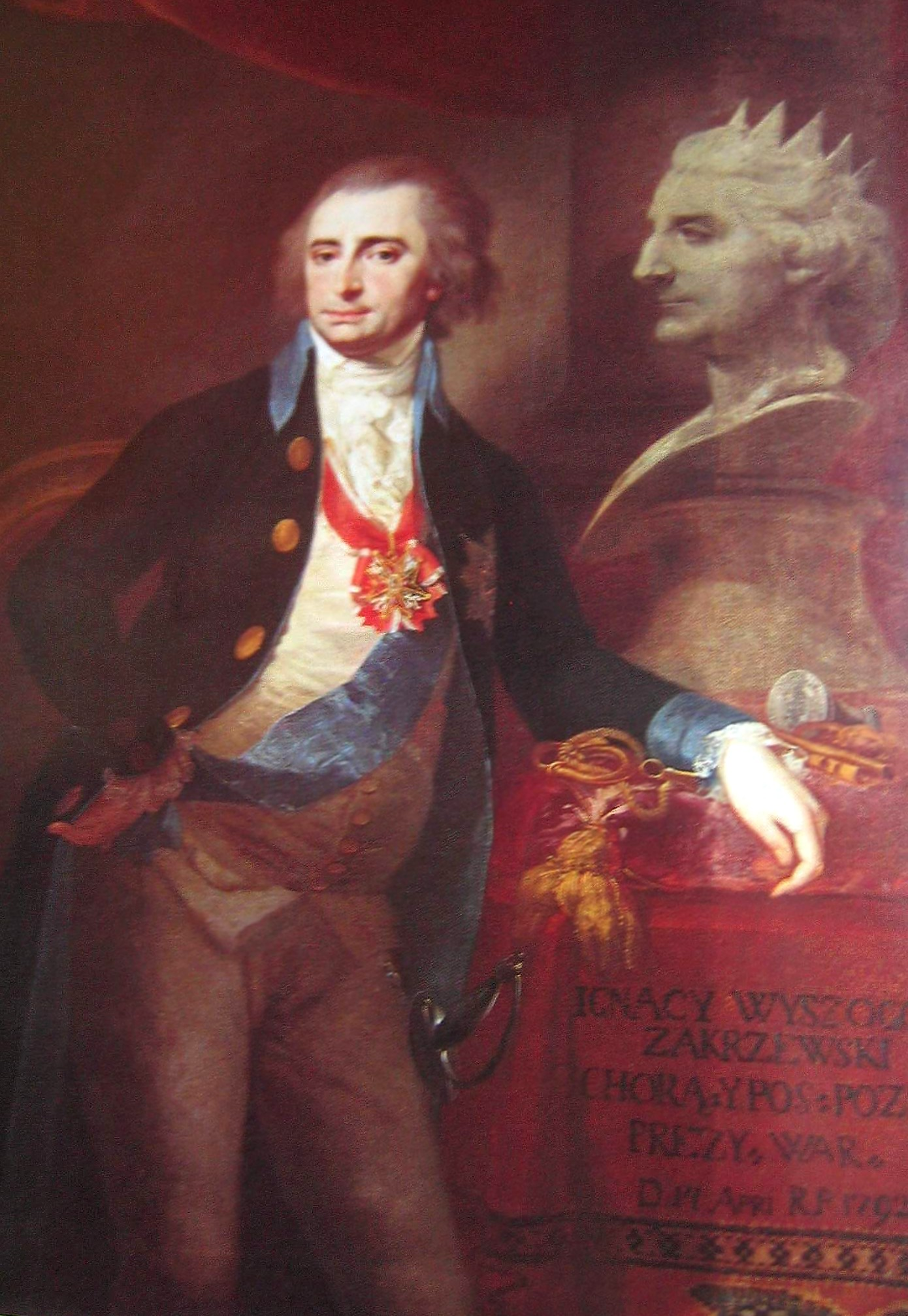

Ignacy Wyssogota Zakrzewski (* 1745 in Białcz bei Kościan; † 15. Februar 1802 in Żelechów) war ein polnischer Adliger und Politiker in Polen-Litauen, kurz vor der Teilung Polens.
Ignacy vertrat Posen als Abgeordneter im Großen Sejm. Er war einer der Co-Autoren der Verfassungsreform vom 3. Mai 1791, die  den Sejm durchliefen. Im Jahre 1791 war er einer der Mitbegründer des Freundeskreises der Verfassung vom 3. Mai 1791, zusammen mit Hugo Kołłątaj und Ignacy Potocki. Im Jahre 1792 wurde er Bürgermeister von Warschau (Prezydent Warszawy),  wurde aber von der Konföderation von Targowica überwältigt. Nach dem Ausbruch des Kościuszko-Aufstands und des Warschauer Aufstands von 1794 erhielt er seinen alten Posten zurück. Er wurde Oberhaupt des Provisorischen Rats des Herzogtums Masowien, der vom 19. April bis 27. Mai 1794 operierte und vom Obersten Nationalrat abgelöst wurde. Als am 28. Juni 1794 das Gefängnis gestürmt wurde, rettete er Fryderyk Józef Moszyński vor der Lynchjustiz. Nach der Teilung Polens gelangte er in St. Petersburg in russische Gefangenschaft. 1796 kehrte er nach Polen zurück, wo er verstarb.

Das Wappen der Familie
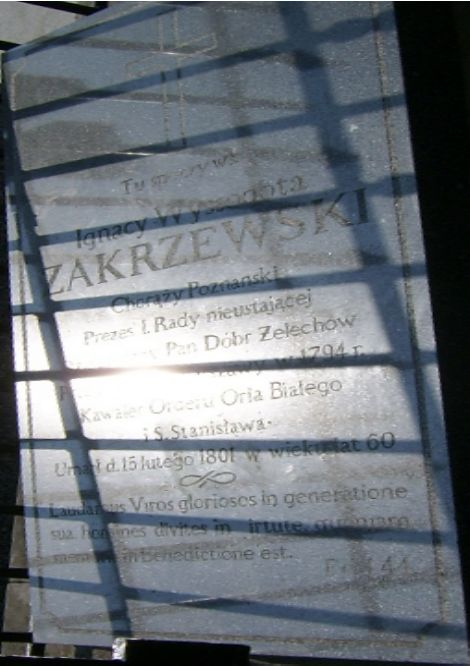
Der Grabstein von Zakrzewski